# 野村哲也
野村哲也（日语：／ Nomura Tetsuya，1970年10月8日—）是日本游戏制作公司史克威尔艾尼克斯（原史克威尔）的游戏总监及人物設計師。其最早曾在游戏《最终幻想V》以及《最终幻想VI》项目中参与工作，自《最终幻想VII》起开始进行游戏的角色设计工作，并曾为多部游戏做角色设定。另外野村哲也还担任过2002年开始发行的系列游戏王国之心的制作监督，并执导CGI电影《最终幻想VII 降临之子》。
野村哲也因其在《王国之心》中的贡献而和桥本真司一同获得国际游戏开发者协会授予的“杰出视觉艺术奖”。在IGN的“史上最佳100名电子游戏制作人”（The Top 100 Video Game Creators of all Time）中，野村哲也获列第84位。

## 早年
野村哲也出生在日本高知县。18岁从高知县立冈丰高等学校毕业后就前往东京，进入设计专业学校学习广告设计。毕业后于1991年4月16日进入史克威尔公司。

## 职业生涯

### 1990年代
在20世纪90年代初，野村受雇于史克威尔公司并担任《最终幻想IV》项目的调试员，之后他又担任了《最终幻想V》的怪物设计师，以及《最终幻想VI》的图形总监和怪物设计。
1995年，野村哲也迎来了他最为著名的一项工作，当时史克威爾准备为SFC-CD系统推出《最终幻想》系列最新作，项目总监坂口博信和野村哲也一起对原来的小说进行了修改，后索尼与任天堂因关系恶化致使SFC-CD系统计划搁浅，導致野村等人的开发计划也暂告一段落。
1996年1月，当史克威爾参與索尼PlayStation平台的方向已經明朗化后，《最终幻想VII》的开发计划正式提上了议事日程。坂口博信本人一直对原先的剧本抱有难以割舍的感情，于是指派北濑佳范和野岛一成两人进行了再创作，而史克威尔公司指示原作者野村哲也替代天野喜孝，担任《最终幻想VII》的角色设计师。野村表示因受平台机能以及游戏质量、题材等的限制，天野狂放飘逸的画风在硬件条件局限的情况下，无法以3D计算机图形技术忠实再现，而野村哲也平实的写实风格的人物设定比较适合《最终幻想VII》项目的3D化，而且更容易获得新生代玩家的支持。他亦参与多处游戏玩法和情节的制作，使得他的名字逐漸有了知名度。1997年，《最終幻想VII》發售後他回归最终幻想系列参与了《最终幻想VIII》的人物设定工作，本作在商业上取得了巨大的成功。1998年他参与游戏《寄生前夜》和《武藏传》的制作。应游戏监制北濑佳范的要求，野村与艺术总监直良有佑合作将游戏人物制作的更为逼真。此外，他也是负责设计游戏战斗序列的战斗视觉总监。

### 2000年代
在2001年，回归最终幻想系列并为《最终幻想X》设定人物之前，野村为清版动作游戏《保镖》做角色设定工作。野村还协助制作人员，使全动态影像中的角色衣着与游戏部分中的一致，而不是像《最终幻想VIII》中那样有较大差异。在2000年2月，他开始了游戏《王国之心》的监制工作，项目制作团队来自史克威尔公司和迪士尼互動工作室（當時史克威尔公司總部和日本華特迪士尼公司同樣設於東京都目黑區下目黑的Arco Tower內），两家游戏制作公司计百余名成员。在桥本真司与坂口博信就在游戏中使用动画《米老鼠》角色的一次讨论中，野村首次的得知了该游戏项目。野村从任天堂公司出品游戏《超级马里奥64》中获得了《王国之心》的制作灵感。在同迪斯尼的工作人员讨论过后，野村说服他们在游戏中使用原创角色，同时野村本人也亲自担纲角色设定。本作男主角索拉也成为了当时野村最喜爱的角色。继《王国之心》的开发后，野村再度回到最终幻想系列，并参与《最终幻想XI》和《最终幻想X-2》等多部游戏的制作。
当史克威尔艾尼克斯公司以1997年PlayStation游戏《最终幻想VII》背景为故事蓝本，开展“最终幻想VII补完计划”跨媒体制作项目时，野村哲也再次成为角色设计师。。计划的首部作品《危机之前 -最终幻想VII-》于2004年发售。
《王国之心》的续集，国际版游戏《王国之心Final Mix》，新增了更多关于系列的情节伏笔。2004年，野村带领制作团队完成了Game Boy Advance平台游戏《王国之心 记忆之链》。野村原本打算直接继续在PlayStation 2平台上制作续作《王国之心II》，但应玩家们渴望在掌上游戏机平台上游玩到系列原生作品的诉求，制作团队制作了《记忆之链》来填补《王国之心》与《王国之心II》之间的空白。
在接到北濑佳范的电话邀请之后，野村也参与了“最终幻想VII补完计划”的制作。在计划中他执导了CGI动画影片《最终幻想VII 降临之子》，本片于2005年在日本发行，2006年4月25日在北美发售，同时他亦为片中的原声音乐创作歌词。本片也是野村的电影处女作，为此他重新设计了剧中人物。野村之所以会同意加入并执导计划，在很大程度上还是源自他对于《最终幻想VII》中角色Cloud Strife的依恋。他与野末武志共同担当导演一职。2009年4月16日，史克威尔在原片的基础上增加了部分新片段，并以导演剪辑版再次发行。
《王国之心II》之后于2005年发行，本作解释了首部游戏神秘结尾中的一些伏笔。作为以前作之后一年为背景的游戏，野村细致的设计了将游戏情节，使其也能让初次接触系列的玩家理解。在史克威尔艾尼克斯完成了《王国之心II》升级版《王国之心II Final Mix+》的开发工作之后，迪斯尼制作方与系列游戏制作人野村接洽，表示对游戏续作的制作很感兴趣。野村表示，“（对于新作）我们有各种各样的想法，但目前还未到可以公开的时机”。野村希望暂时不再以索拉为主角，而是通过其他人物的视角来继续该系列游戏。这一构想最终成为了游戏《王国之心 358/2天》，本作于2008年在任天堂DS平台上发售，故事背景设置在《王国之心II》的情节之前。在2007年年中，野村谈及希望在移动手机平台上制作一部王国之心系列的衍生作品，并希望其玩起来与系列中其他作品略有所不同。这就是背景被设定在《王国之心II》之后的《王国之心 编码》，本作2010年重制为《王国之心 编码重制版》在任天堂DS平台发售。
在此期间，他还负责完成任天堂DS平台游戏《美丽新世界》的设计和编排。他也是2009年游戏《最终幻想XIII》的主要角色设计师。因 PlayStation 3以及Xbox 360比前代游戏主机更出色的图形处理能力，使得野村在进行角色设定时可以使用比过去更多的复杂元素，例如雷光的披风和详细的面部特征。同时的这意味着，图形制作团队不得不在每一个角色或者区域上，做出比以往游戏制作过程中更多的工作。野村在非玩家角色的创建中却并不采用复杂的手法。2008年，他为游戏《最终幻想 纷争》做角色设定。野村最初所设想的《最终幻想 纷争》是一部由迪斯尼动画角色担纲主角的王国之心衍生作。之后野村觉得迪斯尼人物之间若要互相争斗感觉不舒服，而最终选择使用最终幻想系列中的人物。野村亲自负责游戏中角色的设定，人物与天野喜孝原作插画中的造型和风格相比有很大变化。

### 2010年代
2010年，史克威尔发布了首作《王国之心》的前传《王国之心 梦中降生》，并且解构了《王国之心II》以及其后升级版本中的某些场景和情节。在2011年春，史克威尔发售了《最终幻想 纷争》的后续作品《最终幻想 纷争012》。本作很大程度上展现出了野村在开发制作初期的许多设想和理念，包括新加入的角色和游戏机制。及至2011年的《最终幻想XIII-2》时，野村仅负责创建了人物的面部，而角色服装设计交由其他制作人员。当《王国之心 编码重制版》发布时，野村和他的开发伙伴们就已经开始考虑《王国之心 3D ［梦降深处］》的开发和发行，游戏背景设定在《王国之心III》故事前。出于开发团队对主机品质的积极评价，本作发布于任天堂3DS平台上。野村证实，为了纪念系列发行十周年以及吸引新玩家的加入，他将考虑引进所谓的“高清技术测试”（HD Technical Test）。在2012年3月3日首发仪式活动上，作为游戏发售庆祝，其现场展示包含全CGI制作的游戏序章的游戏片段。
在2012年5月，野村透露将在游戏《最终幻想 Versus XIII》以及一款待公布王国之心游戏中担任监制。尽管《最终幻想 Versus XIII》自2005年11月起就已经开始开发，但直到2011年9月仍旧未进入全力开发阶段。在2013年6月的E3展会上披露，《最终幻想 Versus XIII》已经切换平台至次时代主机PlayStation 4和Xbox One上，并被更名为《最终幻想XV》。在2014年9月，史克威尔艾尼克斯宣布野村哲也将不再担任《最终幻想XV》的监制，他的职位将由《最终幻想 零式》的制作人田畑端接替。

### 2015年後
2015年6月E3展，史克威爾艾尼克斯發表《Final Fantasy VII 重製版》，並宣佈由野村哲也監督，獲得了極大的迴響。

## 风格
在游戏艺术风格方面，野村认为天野喜孝是给他带来最大影响的人。其他四位被他视作带来主要影响的“前辈”还包括坂口博信、北濑佳范、伊藤裕之和高桥哲哉。在思考关于王国之心的游戏系统创意时，战斗系统设计师伊藤所做的工作给他带来了很大启发。。在设计角色时，野村偏向于使角色的名字以及着装与其个性相关联。一个例子是在游戏《最终幻想X》中，对比以往最终幻想系列的角色的喜怒无常，本作男主角Tidus被赋予了丰富多彩的制服，以反映他的性格开朗。其名也与游戏中另一角色YUNA相对应，前者在沖繩語中意为“太阳”，后者意为“夜晚”。
在导演《降临之子》时，野村解释说，由于剧中很多疑团缺乏来自情节的直接答案，本片风格迥异于西方电影。他进一步解释说，希望观众能自己去解读影片中的某些场景，并同自己的朋友们一起讨论这些东西以另一种方式来欣赏这部影片。类似的手法也被运用在王国之心系列游戏的场景中，在这些场景中通常会显示一些未知的字符以留给玩家想象空间，直到后续情节才揭露。

## 参与作品
| 作品名称                             | 首发年份 | 登陆平台                                               | 项目职责                         |
| ------------------------------------ | -------- | ------------------------------------------------------ | -------------------------------- |
| 最终幻想IV                           | 1991年   | 超级任天堂、PlayStation、Game Boy Advance、Nintendo DS | 调试员                           |
| 最终幻想V                            | 1992年   | 超级任天堂、PlayStation、Game Boy Advance              | 战斗图像设计师、怪物设计         |
| 最终幻想VI                           | 1994年   | 超级任天堂、PlayStation、Game Boy Advance              | 图形总监                         |
| 狂飆騎士                             | 1994年   | 超级任天堂                                             | 土佐弁翻译监修                   |
| 前线任务                             | 1995年   | 超级任天堂、PlayStation、WonderSwan Color、Nintendo DS | 画面设计                         |
| 时空之轮                             | 1995年   | 超级任天堂、PlayStation、Nintendo DS                   | 场景图形设计                     |
| 超级马力欧RPG                        | 1996年   | 超级任天堂、Virtual Console                            | Boss 怪物设计                    |
| DynamiTracer                         | 1996年   | 超级任天堂                                             | 原画                             |
| 最终幻想VII                          | 1997年   | PlayStation、Windows、PlayStation Network              | 角色设计、战斗可视导演           |
| 寄生前夜                             | 1998年   | PlayStation                                            | 角色设计                         |
| 武藏传                               | 1998年   | PlayStation、PlayStation Network                       | 角色插画                         |
| 神佑擂台                             | 1998年   | Arcade、PlayStation、PlayStation Network               | 角色总监                         |
| 最终幻想VIII                         | 1999年   | PlayStation、Microsoft Windows、PlayStation Network    | 角色设计以及战斗可视导演         |
| 寄生前夜II                           | 1999年   | PlayStation                                            | 角色插画                         |
| 保镖                                 | 2000年   | PlayStation 2                                          | 角色设计                         |
| 最终幻想X                            | 2001年   | PlayStation 2                                          | 角色设计                         |
| 王国之心                             | 2002年   | PlayStation 2                                          | 监制、原画、角色设计以及原创故事 |
| 最终幻想XI                           | 2002年   | PlayStation 2、Microsoft Windows、Xbox 360             | 角色设计（Hume以及Elvaan races） |
| 最终幻想X-2                          | 2003年   | PlayStation 2                                          | 主要角色设计                     |
| 危机之前 -最终幻想VII-               | 2004年   | Mobile phones                                          | 角色设计                         |
| 王國之心 記憶之鍊                    | 2004年   | PlayStation 2、Game Boy Advance                        | 监制、角色设计、原画以及原创故事 |
| 武藏传 剑圣                          | 2005年   | PlayStation 2                                          | 主要角色设计                     |
| 最终幻想VII 降临之子                 | 2005年   | OVA                                                    | 监制                             |
| 最终命令 -最终幻想VII-               | 2005年   | OVA                                                    | 剪辑导演                         |
| 王國之心II                           | 2005年   | PlayStation 2                                          | 监制、角色设计、原画以及原创故事 |
| 地獄犬的輓歌 -最終幻想VII-           | 2006年   | PlayStation 2                                          | 角色设计                         |
| 地狱犬的挽歌失落的篇章 -最終幻想VII- | 2006年   | Mobile Phones                                          | 角色设计                         |
| 最终幻想V Advance                    | 2006年   | Game Boy Advance                                       | 怪物设计                         |
| 美丽新世界                           | 2007年   | Nintendo DS                                            | 创意总监以及主要角色设计         |
| 核心危機 -最終幻想VII-               | 2007年   | PlayStation Portable                                   | 创意总监以及角色设计             |
| 王國之心 編碼                        | 2008年   | Mobile Phones                                          | 监制、原画、角色设计以及原创故事 |
| 最終幻想 紛爭                        | 2008年   | PlayStation Portable                                   | 创意总监以及角色设计             |
| 王國之心 358/2天                     | 2009年   | Nintendo DS                                            | 监制、原画、角色设计以及原创故事 |
| 最终幻想XIII                         | 2009年   | PlayStation 3、Xbox 360                                | 主要角色设计                     |
| 王國之心 夢中降生                    | 2010年   | PlayStation Portable                                   | 监制、原画、角色设计以及原创故事 |
| 王国之心 编码重制版                  | 2010年   | Nintendo DS                                            | 监制、原画、角色设计以及原创故事 |
| 第三次生日                           | 2010年   | PlayStation Portable                                   | 创意总监以及角色设计             |
| 最終幻想 紛爭012                     | 2011年   | PlayStation Portable                                   | 创意总监以及角色设计             |
| 最終幻想 零式                        | 2011年   | PlayStation Portable                                   | 创意总监以及角色设计             |
| 最终幻想XIII-2                       | 2011年   | PlayStation 3、Xbox 360                                | 主要角色设计                     |
| 最終幻想 節奏劇場                    | 2012年   | Nintendo 3DS                                           | 创意总监                         |
| 王國之心 3D ［夢降深處］             | 2012年   | Nintendo 3DS                                           | 监制、原画、角色设计以及原创故事 |
| 最终幻想 全员勇者                    | 2013年   | iOS                                                    | 创意总监以及原创概念             |
| 雷霆归来 最终幻想XIII                | 2013年   | PlayStation 3、Xbox 360                                | 主要角色设计                     |
| 最終幻想XV                           | 2016年   | PlayStation 4、Xbox One                                | 监制、原画、角色设计以及原创故事 |
| 异度神剑2                            | 2017年   | 任天堂Switch                                           | 角色设计                         |
| 王國之心III                          | 2019年   | PlayStation 4、Xbox One                                | 监制、原画、角色设计以及原创故事 |
| 新美妙世界                           | 2021年   | 任天堂Switch、PlayStation 4、Microsoft Windows         | 创意制作人、角色设计             |